# Burianova rozhledna
Burianova rozhledna (někdy také jen Milenka) je kamenná rozhledna, která se tyčí nad obcí Rudka v okrese Blansko, nad lesoparkem s jeskyní Blanických rytířů. Rozhlednu nechal v roce 1928 vybudovat kunštátský starosta František Burian, po kterém je také pojmenována. Rozhledna stojí na kopci jménem Milenka (580 m n. m.). Vyhlídková věž má podobu 18 metrů vysoké hranolovité stavby se zasklenou vyhlídkovou plošinou a otevřeným ochozem.
Rozhledna umožňuje velmi dobrý rozhled po krajině. Výhled je jak na blízkou Rudku, tak i na obce Rozseč nad Kunštátem, Skalice nad Svitavou a Boskovice. Z vrcholku rozhledny je také možné spatřit vrchy jako Bukovec, Dubová hora, Velký a Malý Chlum, Skalky, Chvalka a Krumperk. Za dobré viditelnosti je z rozhledny možné zahlédnout Jeseníky (80 km vzdálený Praděd), Krkonoše a Pavlovské vrchy.

## Fotogalerie

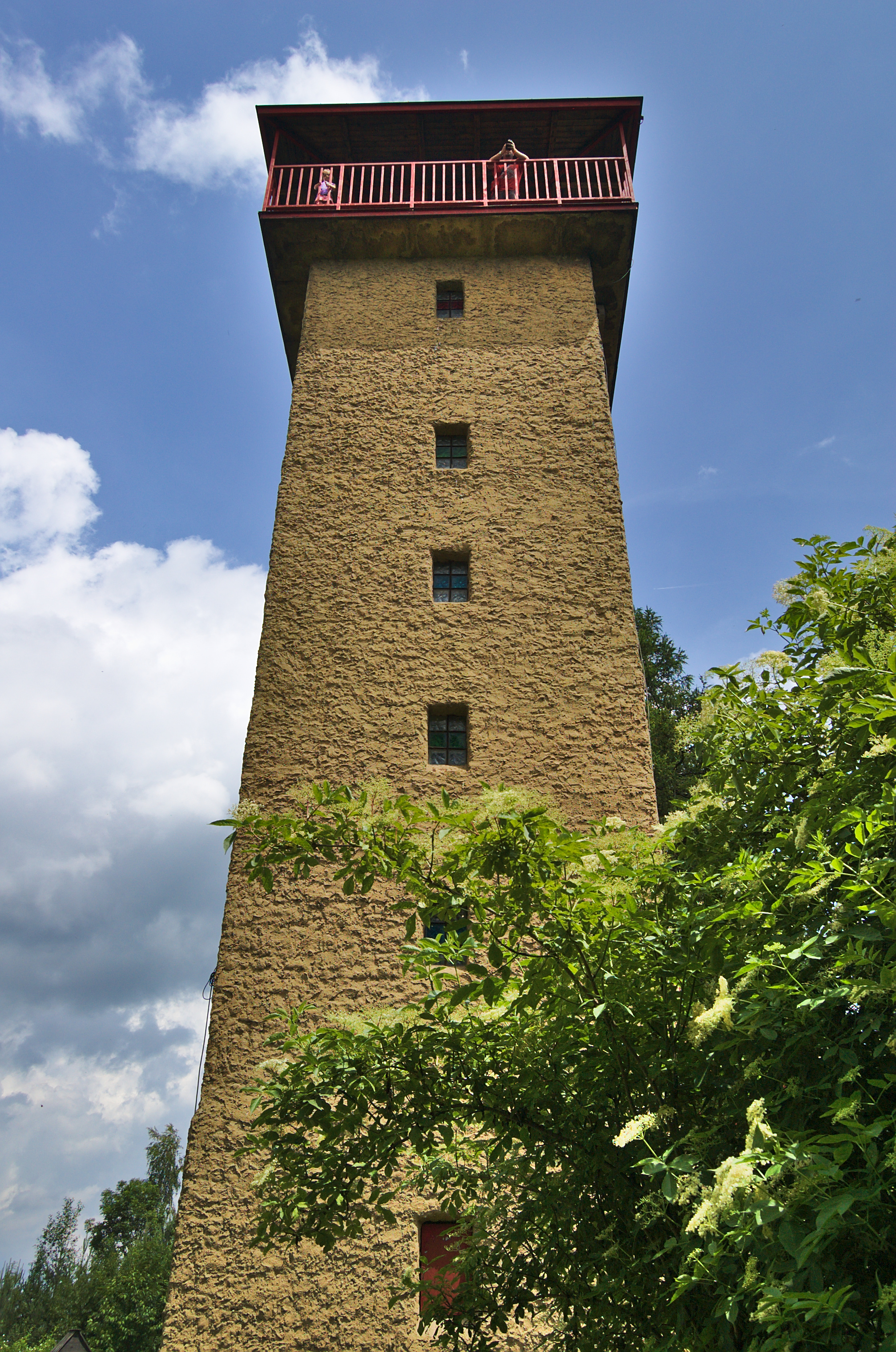
Podhled na rozhlednu
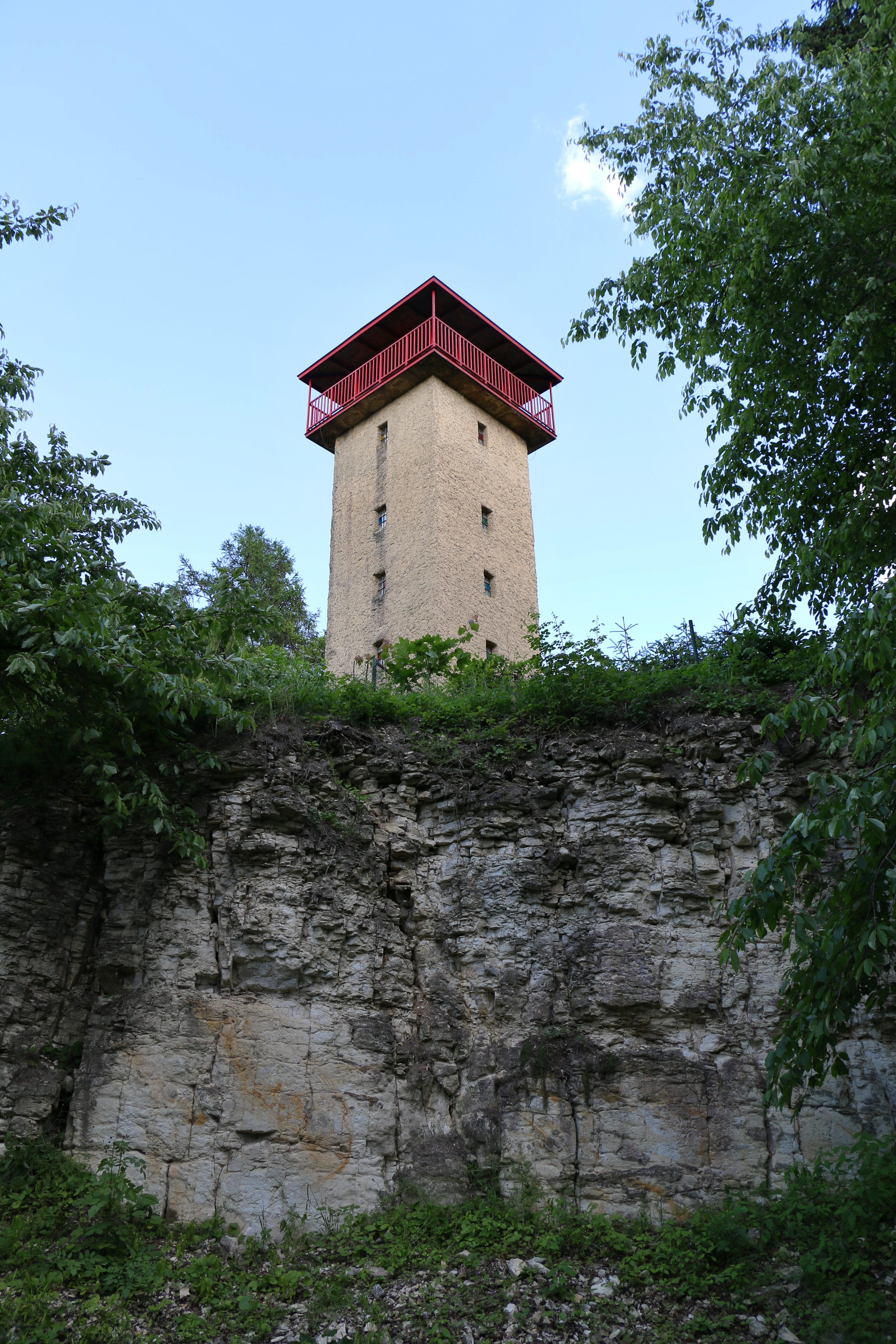
Pohled z cesty od jeskyně
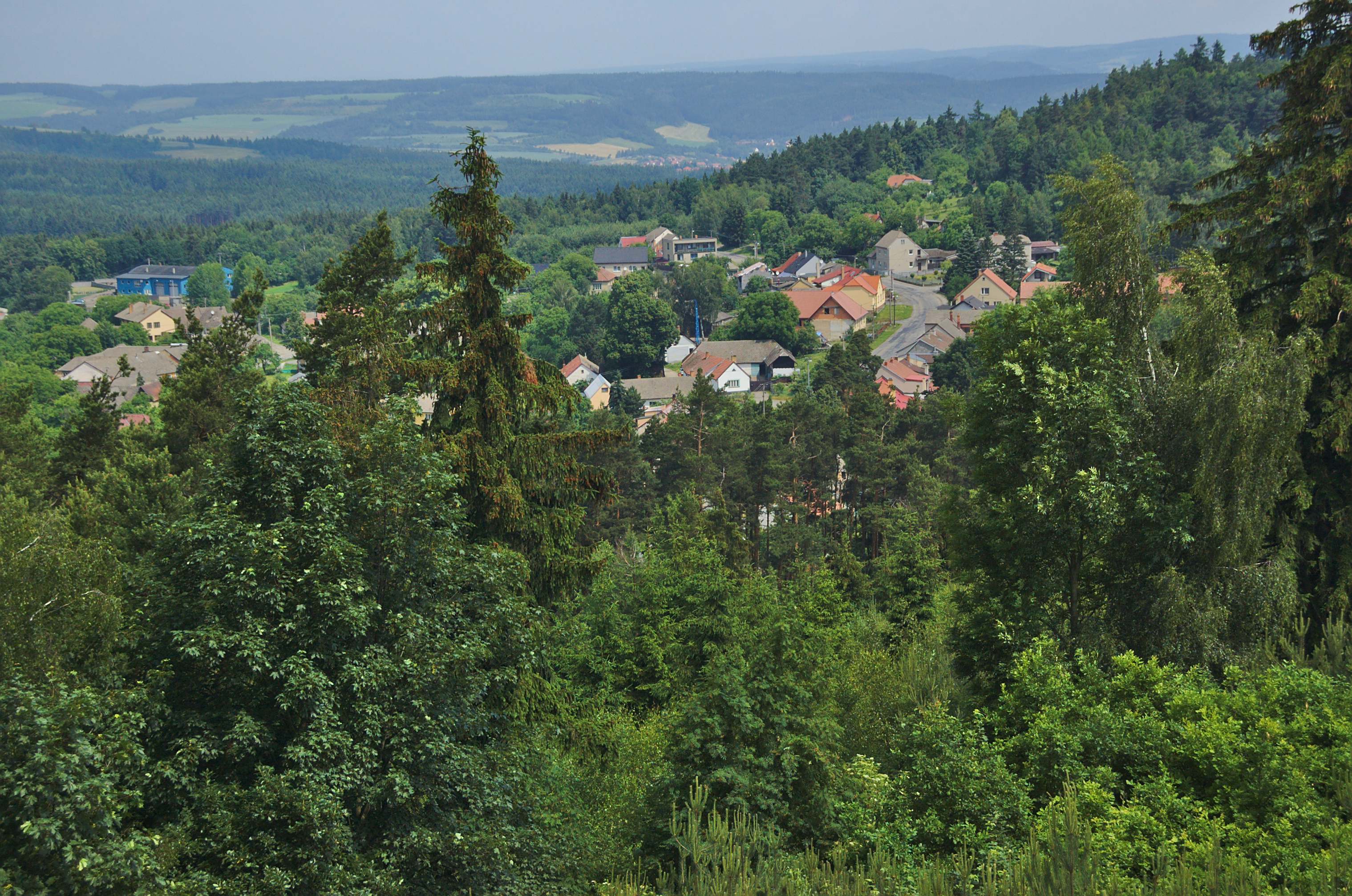
Výhled z rozhledny na obec Rudka
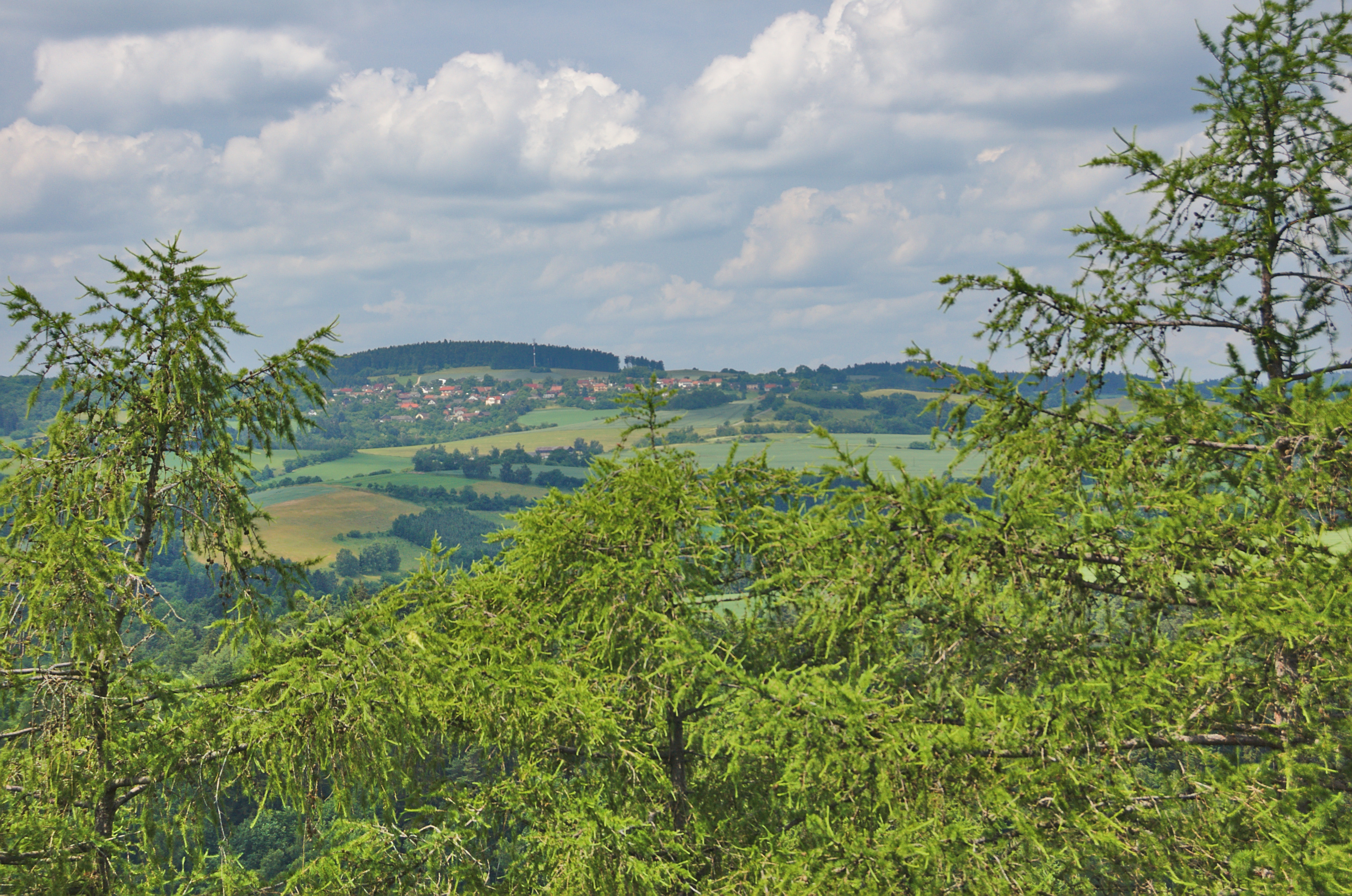
Výhled z rozhledny na obec Rozseč nad Kunštátem
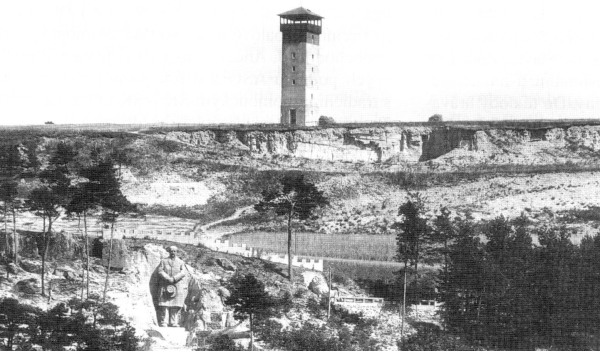
Burianova rozhledna společně se sochou Masaryka a lva u vchodu do jeskyně v roce 1937
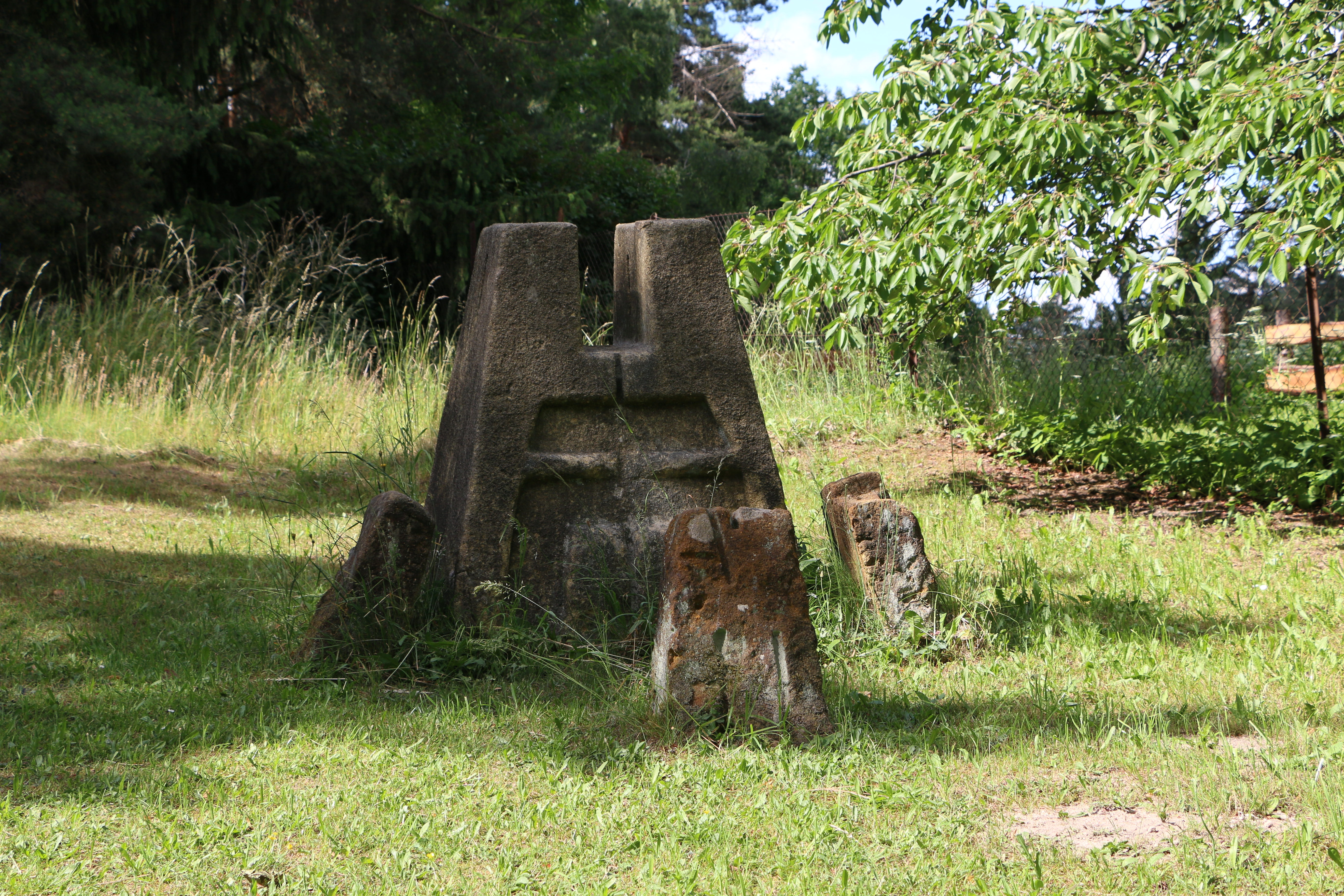
Umělecké dílo od Martina Gáji (1992) – Hledání věků